# René Delanne
René Joseph Delanne (* 17. Juni 1914 in Doulsou; † 5. August 1995 in Niamey) war ein nigrischer Gewerkschafter und Politiker.

## Leben
René Delanne besuchte in Niamey die Grundschule, die Regionalschule und die höhere Grundschule. Anschließend ging er auf die École normale William Ponty, die Kaderschmiede Französisch-Westafrikas, die er 1935 abschloss. Von Februar 1936 bis April 1937 leistete er Militärdienst in den französischen Streitkräften.
Delanne trat in den Dienst der damaligen französischen Kolonialverwaltung. Er arbeitete von 1937 bis 1939 als Büroleiter in der Finanzabteilung des Gouverneurs der Kolonie Niger. Im Juni 1937 war er Gründungsmitglied des Syndicat Unique de l’Administration Générale (SUAG), einer Gewerkschaft für allgemeine Verwaltung, und wurde dessen Generalsekretär. Diese Funktion übte er bis Juni 1971 aus. Während des Zweiten Weltkriegs war er von 6. September 1939 bis 18. August 1940 von den französischen Streitkräfte mobilisiert. Von 1941 bis 1944 war er als Regierungssekretär mit verschiedenen Aufgaben betraut, so als Finanzverwalter der staatlichen Nahrungsmittelvorsorgegesellschaften in Tillabéri, Téra, Gaya und Dosso sowie als Direktor der Haftanstalt Gaya.
Er war ab Juli 1944 in der Pensionsverwaltung der Generaldirektion für Finanzen von Französisch-Westafrika in Dakar tätig. Danach arbeitete er in der Kolonialverwaltung von Guinea: 1945 als Büroleiter in der Finanzabteilung in Conakry, von 1946 bis 1950 als Gefängnisdirektor und Finanzverwalter der Nahrungsmittelvorsorgegesellschaft in Forécariah  und von 1951 bis 1953 als Büroleiter in der Buchhaltungs- und Finanzabteilung in Conakry. Er leitete von 1954 bis 1956 eine Buchhaltungsabteilung der Generaldirektion für öffentliche Arbeiten in Dakar.
Delanne kehrte 1956 nach Niger zurück, wo er als Büroleiter in Niamey eingesetzt wurde. Er wurde 1956 Mitglied der Parteileitung der Nigrischen Fortschrittspartei (PPN-RDA) und fungierte als deren Parteisekretär für soziale Angelegenheiten. Aus seinen Parteiämtern, die bis 1971 innehatte, bezog er seine politische Macht. Am 21. Januar 1959 übernahm der das Amt des Generalsekretärs der Nationalversammlung, das er bis 31. März 1970 innehatte. Er wirkte von 12. März 1959 bis 9. September 1969 als Generalsekretär des nigrischen Gewerkschaftsverbandes Union Nationale des Travailleurs du Niger (UNTN). Für die Internationale Arbeitsorganisation saß er in einer beratenden Kommission. Er war außerdem von Oktober 1961 bis 1970 Präsident des Verwaltungsrates der staatlichen Krankenkasse Caisse National de Sécurité Sociale (CNSS). Er ging 1970 in den Ruhestand.
René Delanne galt als eine politische Schlüsselfigur in der von 1960 bis 1974 dauernden Amtszeit von Staatspräsident Hamani Diori und als dessen loyaler Ratgeber in der zweiten Reihe. Er unterstützte die Forderungen seiner UNTN-Kameraden nach starken Gehaltserhöhungen, was der Regierungslinie entgegenstand. Er verlor deshalb letztlich seine Parteiämter und war eines von nur zwei Mitgliedern der PPN-RDA-Parteileitung, die aus dieser ausgeschlossen wurden.

## Ehrungen
- Offizier des Nationalordens Nigers
- Ritter des Nationalordens Tschads
- Kommandeur des Nationalordens Tunesiens
- Großes Verdienstkreuz mit Stern des Verdienstordens der Bundesrepublik Deutschland
- Großkreuz-Ritter des Silvesterordens[2]